# Collectie De Bode
De Collectie De Bode is een private kunstverzameling van de zakenman en NVA-politicus Herman De Bode.

## Toelichting

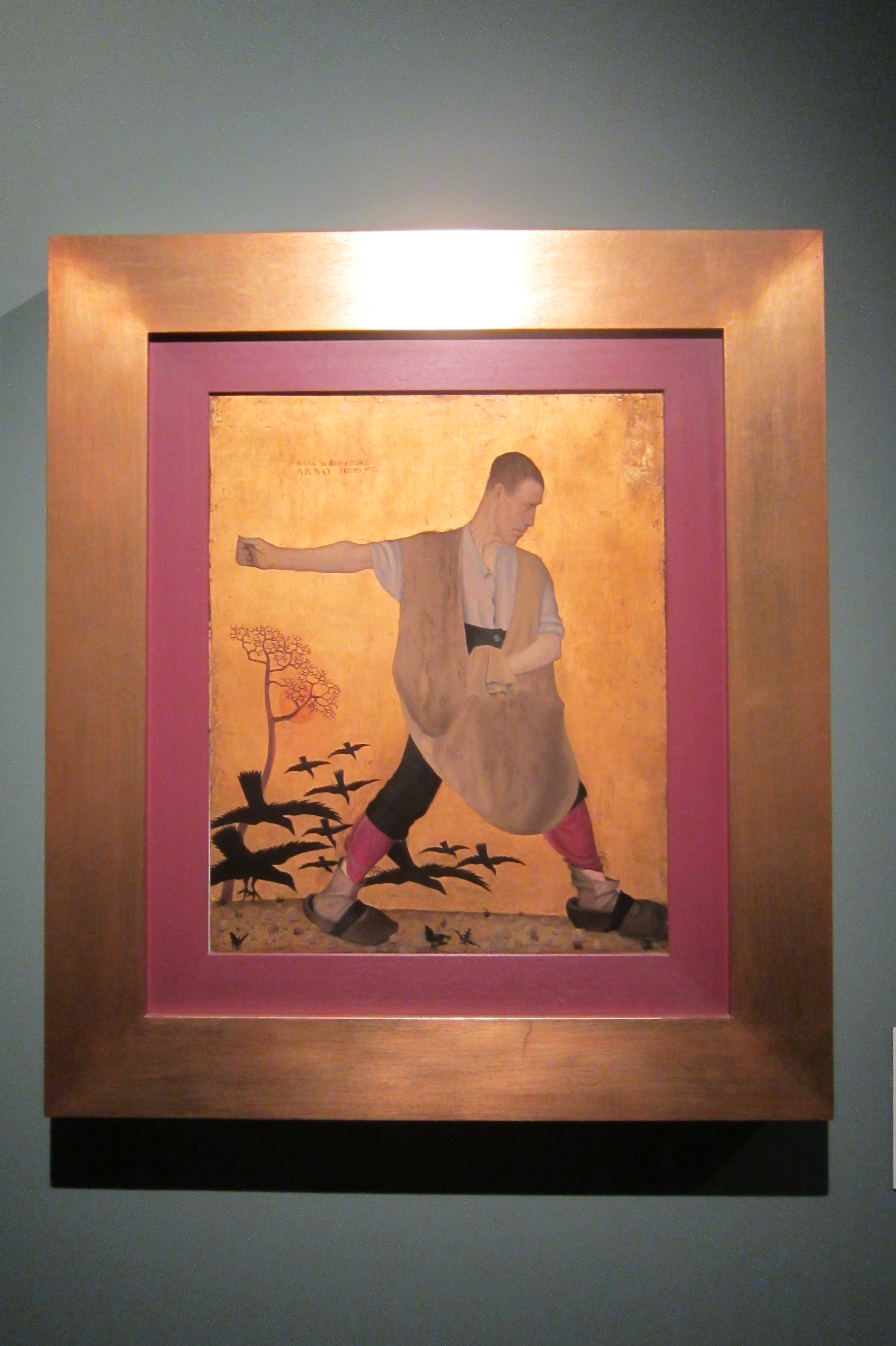
Gustave Van de Woestyne, De slechte zaaier, 1908, olieverf op paneel, Collectie De Bode.

De Bode legde zich onder meer toe op het verzamelen van schilderijen van Vlaamse expressionisten van het interbellum zoals Gustave Van de Woestyne, Constant Permeke, Gustaaf De Smet, Frits Van den Berghe, Valerius De Saedeleer en Henry Van de Velde. De verzamelaar bezit een ruim aantal werken van Edgard Tytgat.
Een deel van de verzameling werd ontsloten via een tijdelijke tentoonstelling in samenwerking met ondernemer Fernand Huts. Dit gebeurde in 2017 in de tentoonstelling OER in het Gentse Caermersklooster waar de wortels van Vlaanderen via haar kunst belicht werden.
Een deel van de kunstverzameling, met name werk van de Vlaamse expressionist Gustaaf De Smet, werd in 2018 ontsloten via een tijdelijke tentoonstelling in de Latemse Kluis, eigendom van Herman De Bode, en gelegen in Sint-Martens-Latem.
De Collectie De Bode werd in 2018 in zijn geheel voor 12 miljoen euro aangekocht door de ondernemer kunstverzamelaar Fernand Huts.